# نامیشس ناد اوسلاووو
نامیشس ناد اوسلاووو (به چکی: Náměšť nad Oslavou) یک منطقهٔ مسکونی و شهرستان دارای شهرک سابقاً روستا در جمهوری چک است که در منطقه تربیچ واقع شده‌است.
 نامیشس ناد اوسلاووو  ۵٬۱۴۲ نفر جمعیت دارد.

## خواهرخوانده
شهر مدزیلابرتسه خواهرخواندهٔ نامیشس ناد اوسلاووو هست.